# Alse (Stadland)

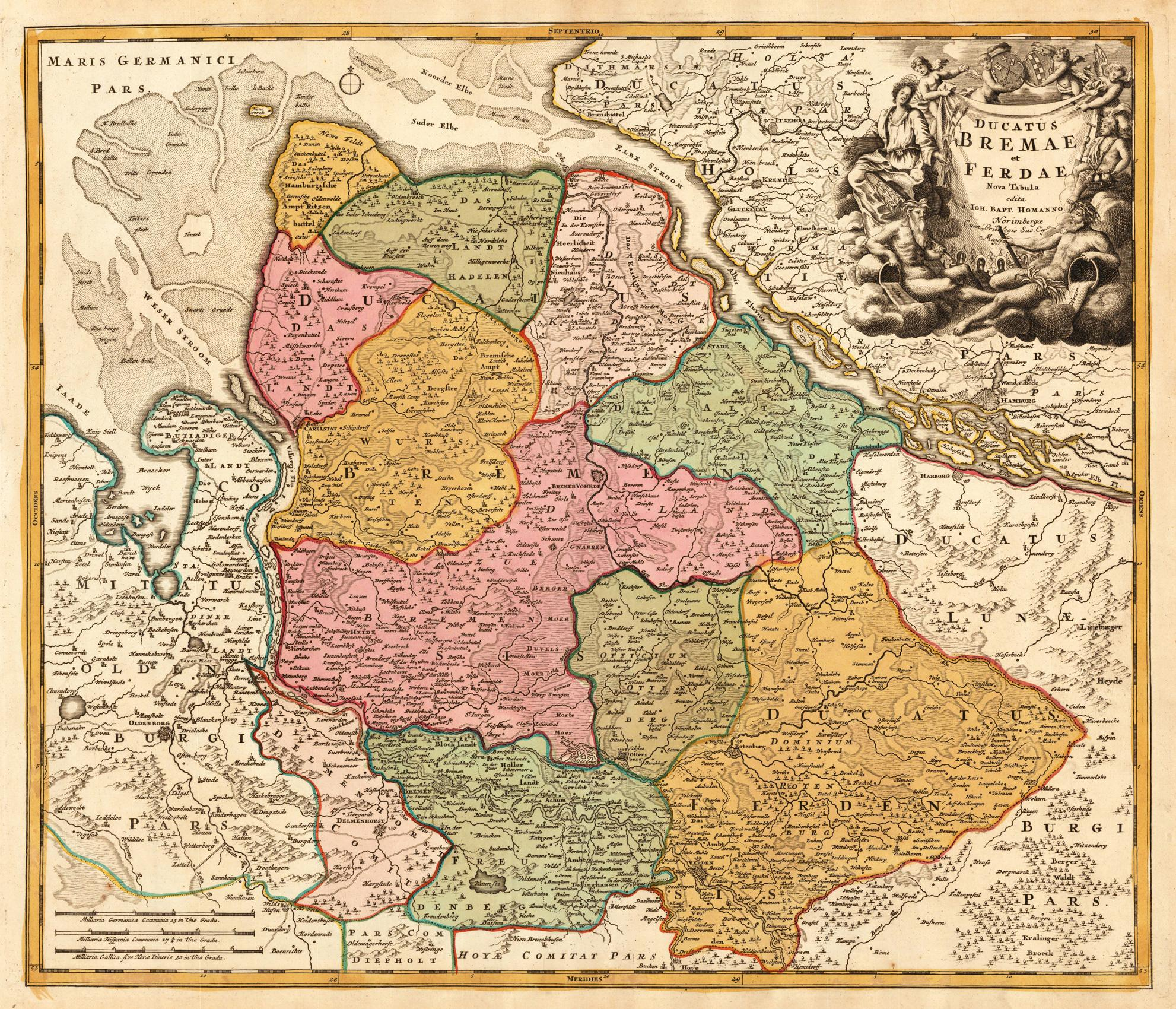
Alse als Alsen um 1720

Alse ist eine Bauerschaft von Rodenkirchen in der Gemeinde Stadland im Landkreis Wesermarsch.

## Geografie
Westlich von Alse verband seit dem Hochmittelalter das Lockfleth die Jade mit der Weser. Die Siedlung befindet sich auf dem Uferwall der Weser, die sich östlich an die Siedlung anschließt. Wenige Hundert Meter südlich von Alse befindet sich das Wurtendorf Sürwürden.

## Geschichte
Alse war schon in der Römischen Kaiserzeit durch eine Flachsiedlung auf dem Uferwall der Weser besiedelt. Später wurden hier Wurten errichtet, die mit der Zeit zu einem Wurtendorf zusammenwuchsen. Im Jahr 1981 wurden bei Ausschachtungsarbeiten für einen Fischteich 72 Scherben, ein Dachziegelfragment, und ein Fragment einer Rinderrippe sowie das Fragment von einem einreihigen Geweihkamm geborgen. Die ältere Keramik waren mit Muschelgrus gemagert und auf das neunte Jahrhundert datiert. Es gab außerdem Kugeltöpfe aus harter Grauware. Das Kammfragment war Teil eines Dreilagenkamms aus dem 9. Jahrhundert.
Nach der Schlacht an der Hartwarder Landwehr 1514 brachten die Oldenburger Grafen das Stadland und Butjadingen unter Kontrolle. Kurz darauf wurde von Seiten der Grafen damit begonnen, das Lockfleth bei Ovelgönne zu Durchdammen. In den folgenden Jahrzehnten wurde das Lockfleth immer weiter zurückgedrängt, das neu gewonnene Land war Eigentum des Grafen und wurde von ihm an Bauern vermeiert. So entstand die Siedlung Alserwurp, die im Geiste der Hollerkolonisation erschlossen wurde. Hier gründeten vor allem Söhne von Alser Bauernfamilien Höfe, die keine Aussicht auf Erbe hatten.
Im Jahr 1599 wurde mit dem Bau der Alser Schlenge begonnen, die den Alser Sand ab 1601 an das Festland anschloss. Graf Anthon Günthers Hofchronist Johann Just Winckelmann beschrieb den Bau 1671 wie folgt:

„Graf Johan der XVI. [Alte Zählweise, eigentlich der VII.] im Jahr 1599. eine Schlenge in die Weser / unfern Rodenkirchen / unter den Dörfern Alsen und Sürwürden / schlagen lassen / welche mit den Materialien und anderen Kosten über hundert tuasend Gülden gestanden / vermittels dessen in der Weser geschlagenen langen Dammes dem Weserstrom ein ganzer Arm abgeschnitten / eine Insel dem festen Land angeheftet und zu gutem Nutzen gebracht worden.“

Aus den Jahren 1693 und 1742 sind Bauerbriefe von Alse erhalten. Die erste Schule in Alse ist für 1573 belegt, 1638 folgte die Gründung einer Nebenschule. 1689 wurde ein neues Schulgebäude errichtet. 1845 folgte ein weiterer Schulneubau. Eine einklassige Volksschule wurde 1913 eingerichtet. Nach dem Zweiten Weltkrieg wurde sie jedoch aufgegeben. Im Jahr 1891 wurde die Chaussee von Alse nach Alserwurp errichtet.

### Verwaltungsgeschichte
Alse war in der Frühen Neuzeit Teil der Vogtei Rodenkirchen, seit 1974 ist es Bestandteil der Gemeinde Stadland im Landkreis Wesermarsch.

## Demographie
| Jahr    | Einwohner |
| ------- | --------- |
| 1675    | 135       |
| 1769    | 179       |
| 1781/83 | 193       |
| 1815    | 162       |
| 1844    | 108       |
| 1855    | 204       |
| 1925    | 210       |
| 1939    | 160       |
| 1946    | 274       |
| 1950    | 260       |
| 1961    | 200       |
| 1970    | 164       |

## Personen
- Wilhelm Schwecke (1855–1949), langjähriger Vorsitzender des Oldenburgisches Landeslehrervereins[3][5]